# Hagalunds IS
Hagalunds Idrottssällskap är en idrottsförening från Solna. Idag har klubben fotboll och bandy på programmet, men de har tidigare även haft ett hockeylag. Hemmaarena är Skytteholms IP och laget spelar i blågula tröjor, gula byxor och gula strumpor.
Föreningen bildades 1906 och har spelat tre säsonger i den näst högsta divisionen i fotboll. Första gången 1942/43 då de höll sig kvar för att säsongen därpå, 1943/44, åka ur.  Därefter kom de tillbaka för en ettårig sejour även 1945/46.
Klubben har även spelat arton säsonger i den tredje högsta divisionen.